# تتسوئو شینوهارا
تتسوئو شینوهارا (به ژاپنی: 篠原 哲雄 Shinohara Tetsuo) یک کارگردان فیلم ژاپنی است. فیلم اولین عشق (فیلم) او یکی از سه فیلم برتر در بیست و دومین دوره از جشنواره فیلم یوکوهاما بود.